# 摩爾多瓦航空航點
以下是摩爾多瓦航空在2010年9月的目的地：

## 非洲
- 埃及
  - 沙姆沙伊赫：沙姆沙伊赫國際機場 [季節性]

## 歐洲
- 奧地利
  - 維也納：維也納國際機場
- 保加利亞
  - 索菲亞：索菲亞機場 [季節性]
  - 瓦爾納：瓦爾納機場 [季節性]
- 塞浦路斯
  - 拉納卡：拉納卡國際機場
- 法國
  - 巴黎：巴黎－夏爾·戴高樂機場
- 德國
  - 法蘭克福：法蘭克福機場
- 希臘
  - 雅典：雅典國際機場
  - 伊拉克利翁：伊拉克利翁尼科斯·卡贊察基斯國際機場 [包機]
  - 塞薩洛尼基：塞薩洛尼基馬其頓國際機場 [包機]
- 意大利
  - 米蘭：馬爾彭薩機場
  - 羅馬：羅馬－菲烏米奇諾機場
  - 凡羅拿：凡羅拿機場
- 摩爾多瓦
  - 基希訥烏：基希訥烏國際機場 樞紐機場
- 葡萄牙
  - 里斯本：里斯本機場
- 羅馬利亞
  - 布加勒斯特：布加勒斯特奧托佩尼－亨利·科安德國際機場
- 俄羅斯
  - 莫斯科：多莫傑多沃國際機場
  - 聖彼得堡：普爾科沃機場
  - 索契：索契國際機場 [季節性]
- 西班牙
  - 馬德里：馬德里－巴拉哈斯機場
- 土耳其
  - 安塔利亞：安塔利亞機場 [季節性]
  - 博德魯姆：博德魯姆—米拉斯機場 [季節性]
  - 伊斯坦布爾：阿塔蒂爾克國際機場
  - 伊斯坦布爾：薩比哈·格克琴國際機場
- 烏克蘭
  - 基輔：鮑里斯波爾國際機場
- 英國
  - 倫敦：格域機場

## 已終止的目的地
亞洲
- 約旦：阿曼
- 吉爾吉斯：比什凱克

歐洲
- 白俄羅斯：明斯克
- 德國：柏林—舍內費爾德
- 愛爾蘭：都伯林
- 荷蘭：阿姆斯特丹
- 波蘭：華沙
- 俄羅斯：莫斯科伏努科沃、頓河畔羅斯托夫
- 瑞士：日內瓦
- 土耳其：安卡拉
- 烏克蘭：第聶伯羅彼得羅夫斯克，頓涅茨克，敖德薩
- 英國：倫敦—斯坦斯特德